# Ендоскопия
Ендоскопията (от старогръцки: ἔνδον – „вътре“ и σκοπέω – „гледам“) е метод в медицината, разработен за наблюдаване на вътрешни кухини на човешкото тяло с помощта на ендоскоп. При изследването ендоскопите се въвеждат през естествените пътища в човешкото тяло като например за стомаха – през устата и хранопровода, за бронхите – през гръкляна, за пикочния мехур – през пикочния канал. Ендоскопията (ендоскопското изследване) представлява минимално инвазивна диагностична процедура, чрез която се прави директен оглед на различни тъкани, структури и органи в кухините на тялото. Когато се правят определен вид малки по размери разрези, се изпълняват хирургически операции като лапароскопия и др.
За немедицински изследвания се използват подобни по конструкция ендоскопи и се наричат бороскопи.

## История на създаването
Има данни, че първи опити за използване на методите на ендоскопията са правени през края на XVIII век, но това са опасни и несъществени опити.
През 1868 г. Адолф Кусмаул, известен немски лекар, разработва гастроскопа. Той усъвършенства техниката на „гълтач на меч“ – гастроскопия с помощта на метална тръба с гъвкав обтуратор.
През 1806 г. Филип Бозини (Ph. Bozzini) прави прототип, използвайки огледала и лещи, както и свещ за осветление. За това е наказан от медицинския факултет на Виена. Проблем през следващите опити остават изгарянията, предизвикани от източника на светлина. През втората половина на XX век, с въвеждането на влакнестооптични устройства, се разширяват съществено възможностите за диагностика. Развитието на миниатюрните видеокамери разширява особено тези възможности. Това са така наречените видеоскопи.

## Използване
Ендоскопскиите методи за изследване се използват както за диагностика, така и за лечение на различни заболявания на човека. Съвременната ендоскопия играе важна роля за установяване на редица заболявания още на ранен стадий. Специално това се отнася за установяването на онкологични заболявания на някои органи като стомаха, бронхите, пикочния мехур и др. Много често ендоскопията позволява съчетаването на наблюдението с биопсия и внасяне на лекарствени препарати непосредствено до мястото за лечение.